# Kirari
Kirari（きらり、1999年10月16日 - ）は日本のファッションモデル、タレント、インスタグラマー、TikToker。『LARME』を始めとするファッション雑誌や『超十代』などの大型ファッションイベント、フジテレビ『めざましテレビ』イマドキガール出演などマルチな活動を行う。大阪商業施設『HEP FIVE』のイメージモデルを務めるなど10代20代から支持を得ている。愛知県出身、エイベックス・マネジメント所属。

## 経歴
愛知県生まれ。幼少期からアーティスト志望でクラシックバレエ、ダンスを習いはじめる。同時にファッションモデル、タレント活動にも興味をもちはじめた。
2019年（平成31年）4月、エイベックス・マネジメントに所属し芸能界デビュー。
2019年（令和元年）5月、インスタグラムへ投稿した写真がメディアに取り上げられ【天使すぎる小悪魔】と話題になる。
2020年（令和2年）『大地のパイ･パイナップル』イメージキャラクター就任。
2021年（令和3年）4月、めざましテレビの『イマドキ』ガールに就任するも、2022年3月末で退任。
2022年（令和4年）『カラコンLARMEシリーズ』イメージモデル、名古屋市『南区魅力発見発信プロジェクト』イメージキャラクターに就任。

## 人物
- キャッチフレーズは天使すぎる小悪魔[1]。
- 書道は師範代の資格を持つ[6][7]。
- 小型船舶操縦士免許を持つ[1]。
- 特技は8才から続けているクラシックバレエとダンス[1]。
- インフルエンサー。SNSが得意。インスタグラムが28.3万フォロワー、TikTokが40.2万フォロワー（2023年8月現在）。
- 恥ずかしがり屋で緊張しいな性格[1]。

## 出演

### テレビ番組
- 『めざましテレビ』（2021年3月31日 - 2022年4月1日、フジテレビ）- イマドキガール
- 『明日も好きでいて、いいですか?』（2021年、AbemaTV）

### Web
- 『TEENS Channel』（2020年 - 、YouTube）- レギュラー

### 広告
- 『近鉄パッセ　Pass'e 大感謝祭!!』（2019年）
- 『パイ菓子 春華堂 大地のパイ～パイナップル～』（2020年）[8]
- 『商業施設 HEP FIVE』（2021年）

### イベント
- 『デジタル超十代2020』（2020年）
- 『TGCteen2020Summer』（2020年）
- 『バンタンデザイン研究所大阪校』イベントゲスト（2020年）
- 『超十代』（2021年）

### 雑誌
- 『LARME』（2020年・2021年、徳間書店）
- 『S Cawaii!』（2020年、主婦の友社）
- 『TEENS Magazine』（2020年、交友社）